# Louis Édouard Pie
Louis-Édouard-François-Désiré Pie (Pontgouin, 26 de setembro de 1815 - Angulema, 18 de maio de 1880) foi um bispo e cardeal francês ultramontano, destacado defensor da doutrina do reinado social de Jesus Cristo.

## Biografia
Nasceu no seio de uma família pobre, mas piedosa, da região de Beauce. Seu pai era ferreiro e sua mãe uma humilde camponesa. Quando ainda não tinha cumprido oito anos, faleceu seu pai, pelo que a família passou grandes dificuldades econômicas e o jovem Édouard recolhia estrume para a fogo. Aos dez anos entrou de acólito na paróquia e o cura tomou-o baixo sua proteção e começou a dar-lhe lições de latim, com o fim de orientar-lhe ao seminário. Cursou seus primeiros passos na carreira eclesiástica e nos estudos teológicos no Seminário do Santo Suplício, em Paris, depois do qual foi ordenado sacerdote em 1839, e celebrou sua primeira missa no dia da Trindade.
Foi nomeado vigário geral de Monsenhor Clausel de Montais, bispo de Chartres, e em 1849 o papa Pio IX preconizou-lhe bispo de Poitiers no Consistório de 28 de setembro, quando contava com 34 anos de idade.
Consagrado em 25 de novembro, fez sua entrada em Poitiers em 8 de dezembro, festa da Imaculada Conceição. Seu devoção à Virgem Maria fez-lhe tomar por lema: Tuus sum ego («Eu sou teu»).
Segundo a Revista religiosa O Século Futuro, distinguiu-se «por seu zelo ardente por restaurar tudo em Cristo», pelo que chegou a ser qualificado de novo Hilário. Contribuiu muito a fazer que se conferisse a Santo Hilário, e mais tarde a São Francisco de Sales, o título de Doutor da Igreja.
Em notáveis escritos defendeu a doutrina católica íntegra e combateu infatigavelmente o naturalismo e o liberalismo em suas múltiplas variedades. Trabalhou para voltar à celebração dos concílios provinciais, cujos decretos executou conforme ao espírito que os tinha inspirado, e estendeu os estatutos que tinham preparado vinte e quatro sínodos diocesanos.
Ameaçado com o rigor do poder civil, não deixou de defender os direitos da Igreja e da Santa Sé. Com apostólica liberdade e com palavras que se fizeram célebres, estigmatizou aos que favoreceram a invasão dos Estados Pontifícios.
Erigiu grande número de paróquias, consagrou cento e vinte e uma igrejas e conferiu a dignidade episcopal a quatro de seus sacerdotes. Também foi solícito com os seminários, os colégios, os hospitais e as casas de órfãos.
Fundou assim mesmo, com o nome de Oblatos de Santo Hilário, uma congregação diocesana de presbíteros auxiliares, para cumprir as diferentes funções do ministério eclesiástico. Fez vir a sua diocese muitas famílias religiosas, e foi seu protetor e pai até o ponto de que, sem ser monge, ele mesmo mereceu ser chamado «o amigo devotíssimo dos monges».
No Concílio Ecumênico do Vaticano I participou de maneira preponderante na definição da doutrina católica a respeito de Deus, da Igreja, da autoridade e da infalibilidade do Soberano Pontífice, pelo que um biógrafo católico seu disse dele que tinha fechado o caminho «a todos os sofismas do erro».
Por suas qualidades e méritos, atingiu a honra da púrpura pelo Papa Leão XIII, que lhe criou cardeal-presbítero da igreja romana de Santa Maria da Victoria, no Consistório de 12 de maio de 1879.
Em política foi marcadamente antiliberal e ultramontano. Muito amigo de Louis Veuillot, foi partidário do legitimismo francês, ocupando a presidência em muitos de seus atos. Também apoiou aos carlistas espanhóis exilados na França. O Conde de Chambord queria-o como a um pai e manteve assim mesmo amizade com o Duque de Madri, que lhe chamou para batizar a suas filhas. Segundo o carlista Conde de Kenty, o movimento católico francês girava ao seu redor.
Governou a Igreja em Poitiers trinta anos, cinco meses e vinte e três dias, e morreu no palácio episcopal de Angulema aos 65 anos de idade, o 18 de maio de 1880.